# Арабе Унідо
Футбольний клуб «Арабе Унідо» (ісп. Club Deportivo Árabe Unido) — професійний панамський футбольний клуб клуб з міста Колон. Клуб грає в Панамській футбольній лізі, найвищому дивізіоні панамського футболу. Клуб грає домашні матчі на стадіоні «Естадіо Армандо Делі Вальдес». Назва клубу «Арабе Унідо» іспанською мовою означає «Об'єднані араби», та походить від арабського коріння клубу. З 1998 року клуб є одним із науспішних в країні, та виграв з того часу 15 чемпіонських титулів.

## Історія
Клуб був заснований у 1990 році арабськими іммігрантами в Панамі під назвою «Клуб Атлетіко Аргентіна», і одразу досяг успіху. Піднявшись у системі панамських ліг, у 1994 році нова команда скористалися розколом у керівному органі футболу Панами, щоб перейти до вищого дивізіону. У цей час утворилася конкурентна ліга (LINFUNA) на противагу старшій, існуючій вищій лізі (ANAPROF). «Арабе Унідо» відразу досяг успіху в LINFUNA, вигравши обидва чемпіонати, які ліга, що відкололася, провела в 1994 і 1995 роках.
Успіх команди продовжився після приєднання до ANAPROF (Панамської футбольної ліги); на той час домінуючою командою в лізі була «Тауро», яка виграла 3 чемпіонати за 4 роки між 1996 і 2000 роками. Єдиним клубом, який перервав цю серію, був «Арабе Унідо», який виграв титул у сезоні 1998—1999 років, обігравши «Тауро» з рахунком 3-0. у фіналі плей-оф.
Після того, як у сезоні 2001 року ліга перейшла на формат Апертура і Клаусура, «Los Arabes» дійсно почав вигравати титули. Початковий план передбачав, що переможці Апертури зустрінуться з переможцями Клаусури у «великому фіналі», який визначить чемпіона року. «Арабе Унідо» кілька разів зробив це непотрібним, вигравши обидва турніри. Клуб претендував на третє поспіль чемпіонство в Апертурі 2002, хоча клуб програв тогорічний гранд-фінал команді «Пласа Амадор».
«El Expreso Azul» (як вболівальники також називають «Арабе Унідо») продовжив додавати нові титули, охопивши сезон 2003 року, а потім вигравши один за одним титули в Клаусурі 2008 і Апертурі 2009. Клуб також виграв Клаусуру 2010, Апертуру 2012, Клаусуру 2015, Апертуру 2015, найостаннішим титулом став виграш Апертури 2016.

## Титули і досягнення
- Чемпіон Панами (13): 1998—1999, Апертура 2001, Клаусура 2001, Апертура 2002, Апертура 2004, Клаусура 2004, Клаусура 2008, Апертура 2009, Клаусура 2010, Апертура 2012, Клаусура 2015, Апертура 2015, Апертура 2016
- Переможець ліги LINFUNA (2): 1994—1995, 1995—1996